# Protochorista tetraclada
Protochorista tetraclada (лат.) — ископаемый вид скорпионниц рода Protochorista из семейства Permochoristidae. Один из древнейших представителей отряда скорпионницы. Обнаружен в пермских ископаемых останках (США, Канзас, Elmo, Artinskian pond limestone, Wellington Formation, 270—285 млн лет). Длина крыла 5,05 мм, ширина 1,9 мм.
Включён в состав рода Protochorista Tillyard 1926, близкого к родам скорпионниц Agetopanorpa, Gigantoageta, Mezena, Oochorista, Ovomezena, Parageta, Phipoides, Protopanorpa, Seniorita, Sinoagetopanorpa, Stigmarista, Tshekardopanorpa. Вид был впервые описан в 1926 году австралийско-английским энтомологом Робертом Джоном Тилльярдом (Robert John Tillyard) вместе с Protopanorpa permiana, Platychorista venosa, Permopanorpa martynovi и другими таксонами. Это один из древнейших видов скорпионниц и всех представителей отряда Mecoptera наряду с такими видами как Westphalomerope maryvonneae, Pseudomerope mareki.